# Communauté de communes de Pontorson - Le Mont-Saint-Michel
La communauté de communes de Pontorson - Le Mont-Saint-Michel est une ancienne communauté de communes française, située dans le département de Manche et la région Basse-Normandie.

## Historique
La communauté de communes de Pontorson – Le Mont-Saint-Michel a été créée le 26 décembre 2001. Le 1er janvier 2014, elle fusionne avec les communautés de communes d'Avranches, du canton de Ducey, de Sartilly - Porte de la Baie, auxquelles se joignent quelques communes de la communauté de communes du Pays hayland, pour former la communauté de communes Avranches - Mont-Saint-Michel.

## Composition
L'intercommunalité fédérait les dix communes du canton de Pontorson :
- Aucey-la-Plaine
- Beauvoir
- Huisnes-sur-Mer
- Macey
- Le Mont-Saint-Michel
- Pontorson
- Sacey
- Servon
- Tanis
- Vessey

## Administration
| Période      | Période       | Identité          | Étiquette | Qualité                                |
| ------------ | ------------- | ----------------- | --------- | -------------------------------------- |
| février 2002 | avril 2008    | Patrick Larivière | DvG       | Maire de Pontorson, conseiller général |
| avril 2008   | décembre 2013 | Bernard Héon      |           | Maire de Beauvoir                      |